# Worms-Horchheim
Horchheim (ˈhɔʁçˌhaim, en patois Hoischem ˈhɔiʃəm ou moins fort Horschem ˈhɔʁʃəm) est un village en Hesse rhénane sur l'Eisbach. En 1942 il est devenu quartier de Worms situé au sud-est de la ville.

## Géographie
| Worms-Pfeddersheim | Leiselheim      | Worms (centre)                         |
| Wiesoppenheim      | Worms-Horchheim | Karl-Marx-Siedlung (quartier de Worms) |
|                    |                 | Weinsheim                              |